# Mira Wanting
Mira Wanting, född 19 april 1978 i Danmark, död 22 december 2012, var en dansk skådespelare.

## Filmografi (urval)
- 1996 – Fridas första gång (kortfilm)
- 1999 – Kärlek vid första hick
- 1999 – Taxa (TV-serie gästroll)
- 2000 – Här i närheten
- 2001 – Anja & Viktor
- 2002 – Hotellet (TV-serie gästroll)
- 2002 – Den spanska lägenheten